# Friedrich-List-Medaille

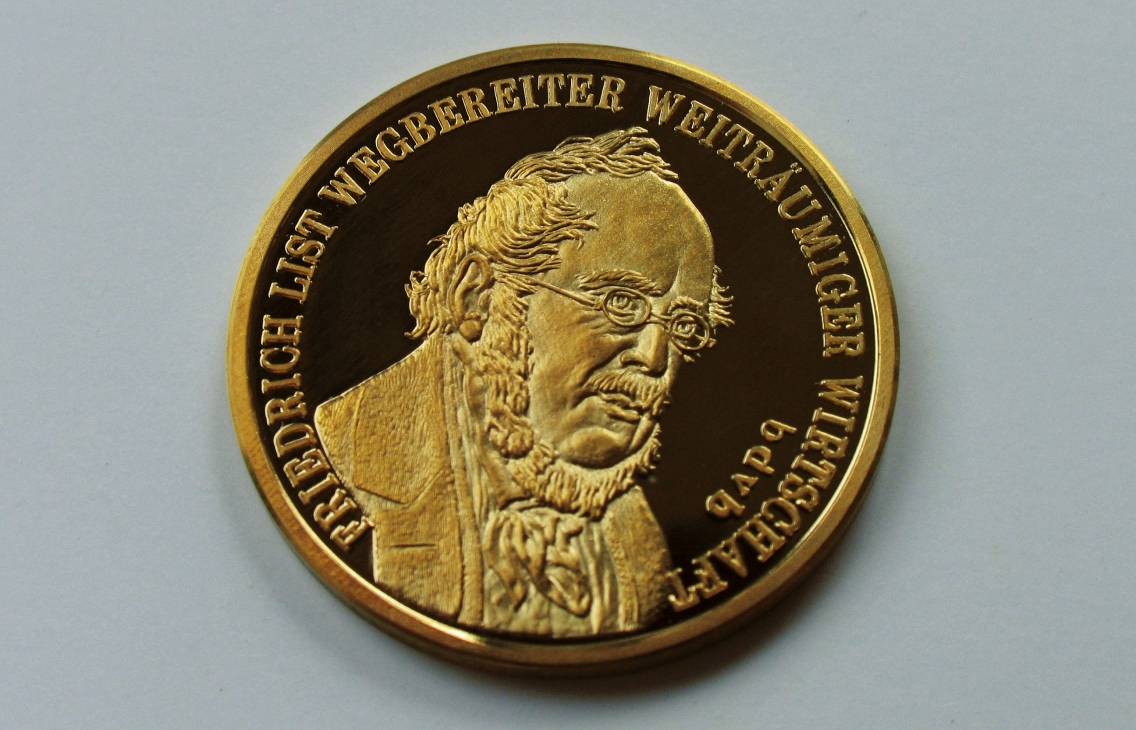
Friedrich-List-Medaille in Gold

Die Friedrich-List-Medaille ist eine Ehrenmedaille des Bundesverbands Deutscher Volks- und Betriebswirte (bdvb). Sie wird an Personen verliehen, die sich um die satzungsmäßigen Ziele des bdvb besondere Verdienste erworben haben. Die Medaille erinnert an den bedeutenden deutschen Wirtschaftstheoretiker Friedrich List (1789–1846).

## Geschichte
Die Stiftung der Friedrich-List-Medaille geht auf das 60. Gründungsjubiläum des Reichsverbands Deutscher Volkswirte, eines Vorgängerverbands des bdvb, zurück.

## Verleihung
Die Friedrich-List-Medaille kann in zwei Stufen (Gold und Silber) verliehen werden. Die Verleihung erfolgt entweder auf Empfehlung des Präsidiums und des Beirats oder auf Empfehlung des Präsidiums und Beschluss der Mitgliederversammlung des bdvb.